# Granada de 40 mm

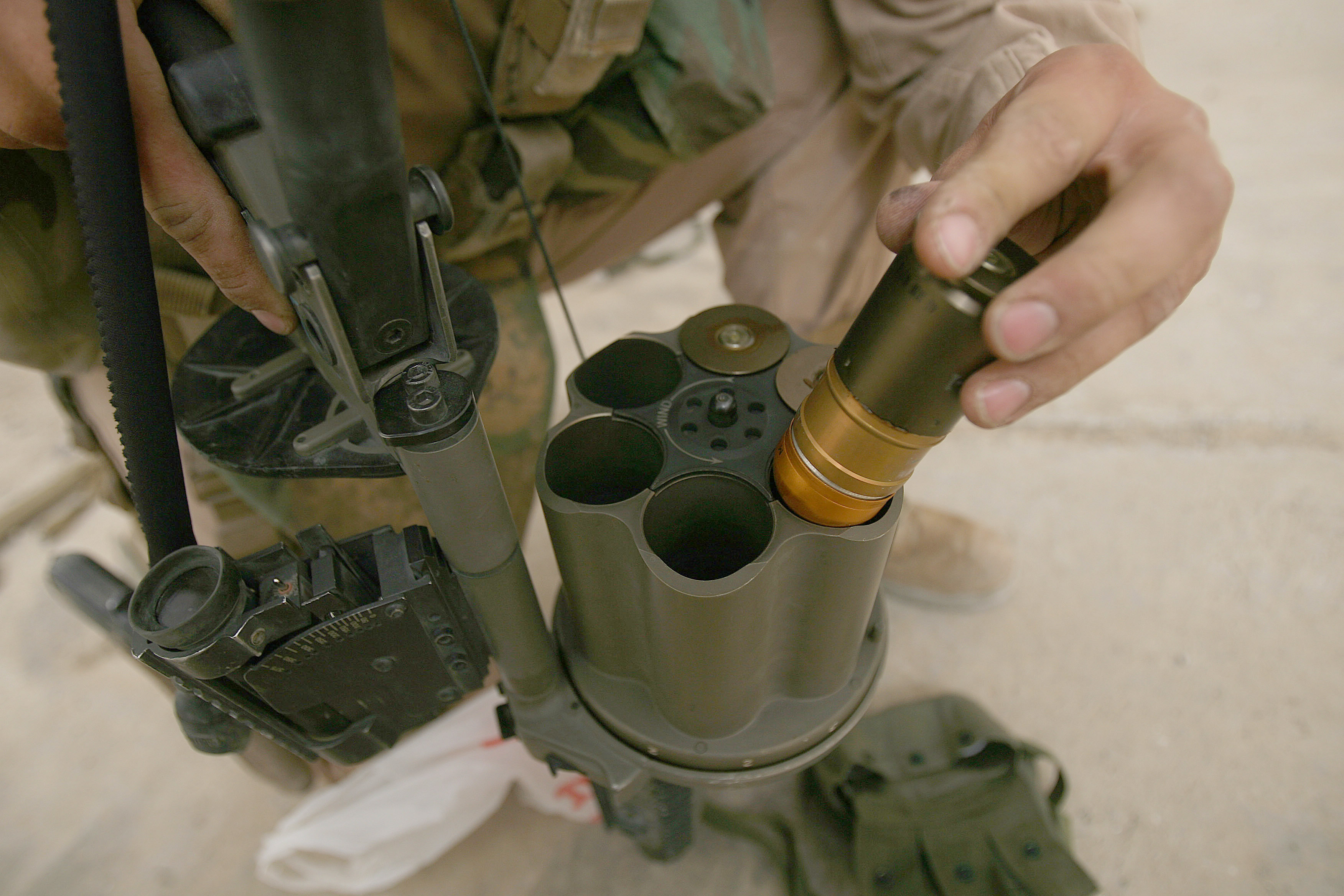
Un Marine cargando el lanzagranadas Milkor MGL con granadas de 40 mm.

Esquema de una granada M430A1 HEDP.

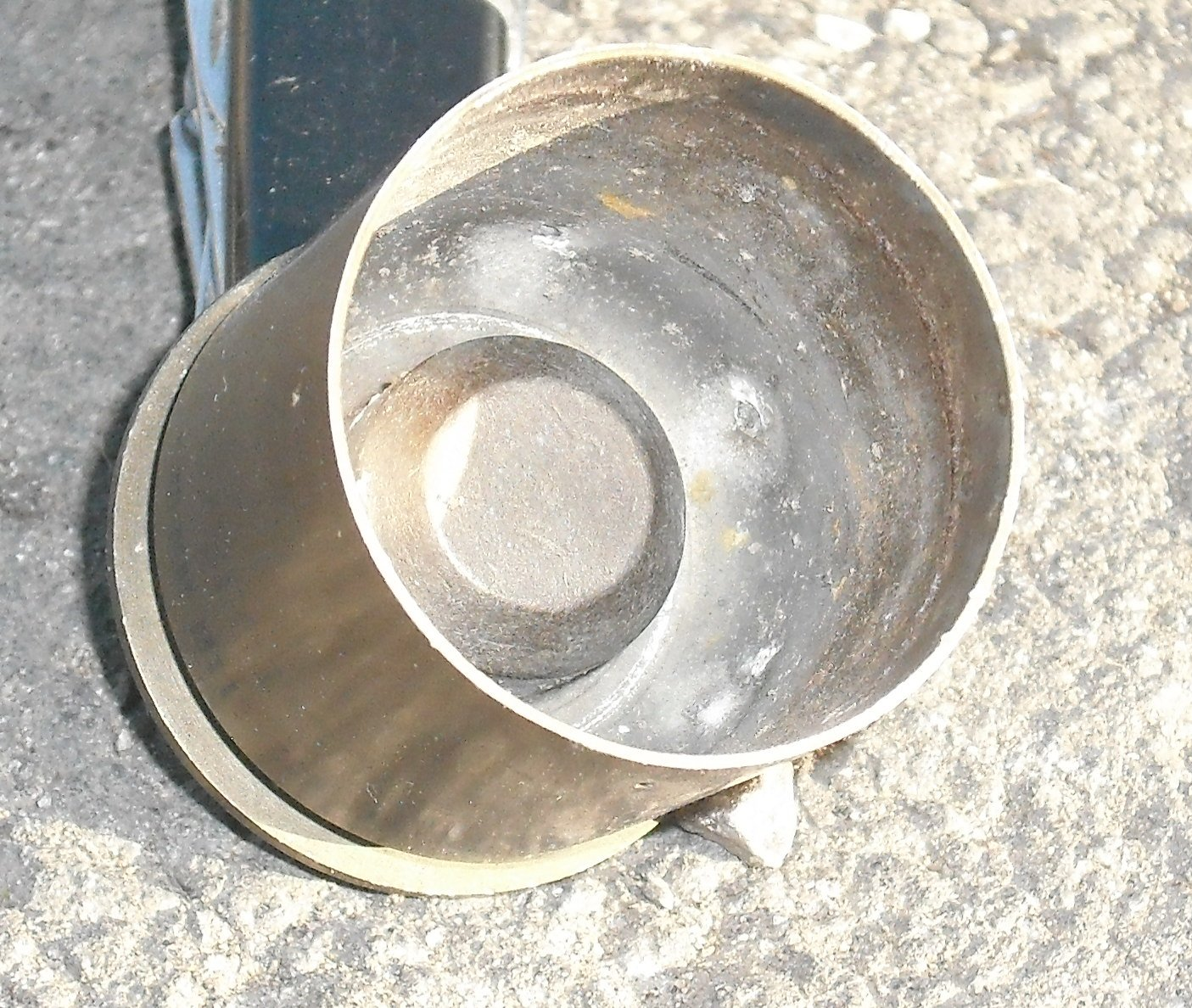
Vista del interior del casquillo de una granada de 40 mm, mostrando la cámara interna de presión para el sistema de presión alta-baja.

La granada de 40 mm es una munición militar para los lanzagranadas en servicio con varias Fuerzas Armadas. Hay dos tipos principales en servicio: la 40 x 46, que es una granada de baja velocidad empleada en lanzagranadas portátiles; y la granada de alta velocidad 40 x 53, empleada en lanzagranadas automáticos. Estas granadas no son intercambiables. Ambas granadas de 40 mm emplean el sistema de presión alta-baja.
La granada menos potente 40 x 46 es empleada en lanzagranadas portátiles tales como la M79, el M203, el M320 y los lanzagranadas de repetición M32 MGL o RGP-40 de la Zakłady Mechaniczne "Tarnów" SA.
La granada más potente 40 x 53 es empleada en lanzagranadas automáticos montados sobre trípodes y a bordo de vehículos o helicópteros, tales como el Mk 19, el Mk 47 Striker, el HK GMG o el Denel Y3 AGL sudafricano. En estas armas, las granadas están unidas en una cinta de eslabones desintegrables de metal.

## 40 x 46

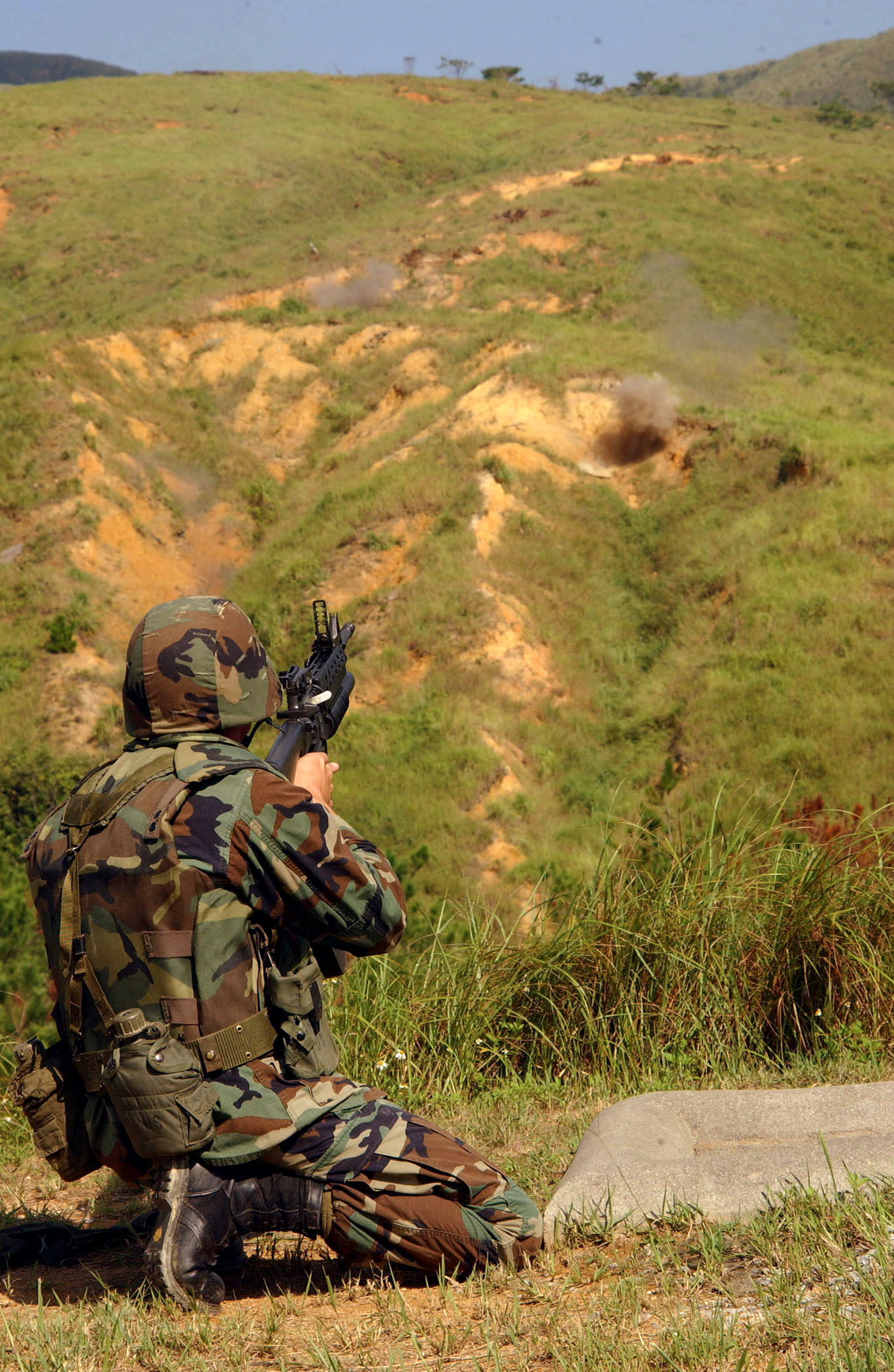
Polígono de calificación con el M203: se puede observar como una granada 40 x 46 de entrenamiento impacta en la colina.

### M79
Las granadas estadounidenses diseñadas específicamente para la M79 incluyen:
- Alto poder explosivo fragmentario (HE): M381, M386.
- Explosión aérea: M397, M397A1.
- Veinte perdigones de 24 granos: M576.[3]
- Gas CS: M651.
- Entrenamiento: M781.

### M320/M203
Las granadas estadounidenses específicamente diseñadas para el lanzagranadas M203 incluyen:
- Alto poder explosivo fragmentario (HE): M381, M386, M406, M441.
- Alto poder explosivo de doble propósito (HEDP): M433.
- Explosión aérea: M397, M397A1.
- Perdigones: M576 (veinte perdigones de 24 granos).[3]
- Adaptadores de 40x46mm a cartuchos de escopeta 10 / 12 / 16 / 20 / (36) .410 y pistola .22LR
- Termobárica: XM1060.
- Bengala de iluminación: M583A1
- Bengala de señales: M585 (blanca), M661 (verde), M662 (roja).
- Gas CS: M651.
- Fumígena: M676 (amarillo), M680 (blanco), M682 (rojo).
- Señal de humo: M713 (rojo), M714 (blanco), M715 (verde), M716 (amarillo).
- Entrenamiento: M781.
- Iluminación infrarroja: M992.
- No-letal (control de multitudes)
- Granada de esponja (control de multitudes)

### SAGM
El Centro de Investigación, Diseño y Desarrollo de Armamento del Ejército de Estados Unidos empezó a desarrollar en 2011 una espoleta de proximidad para las granadas de 40 mm, a fin de mejorar la capacidad de los lanzagranadas M203 y M320 al atacar blancos a cubierta. Llamadas Small Arms Grenade Munition (SAGM), su radio letal es el doble del de la granada M433 estándar al añadirles una espoleta con un pequeño sensor "inteligente" que las hace detonar en el aire para impactar blancos cubiertos o detrás de obstáculos. La función de explosión aérea es similar a la del XM25 CDTE, que tiene un telémetro láser integrado para determinar la distancia del blanco, pero la SAGM es considerada un complemento del XM25 antes que un rival, ya que el XM25 hace disparos en ángulos bajos mientras que los lanzagranadas de 40 mm tienen una trayectoria más elevada. Los ingenieros integraron sensores y dispositivos lógicos para observar y filtrar el ambiente, a fin de detonar la granada en el aire sin necesidad de que el tirador ingrese los datos necesarios y que no tenga que llevar accesorios adicionales para el arma. La SAGM permite a los soldados atacar con precisión blancos a cubierto a una distancia de entre 50 m y 500 m. La granada está diseñada con tres modos de disparo: explosión aérea, detonación puntual y autodestrucción. Una demostración exitosa tuvo lugar en noviembre de 2013. Aunque el sensor de la espoleta de la SAGM no requiere un telémetro láser o cualquier secuencia de programación antes de disparar, si requiere cierta habilidad del tirador para apuntar y dispararla correctamente, para que pueda detectar el muro o el obstáculo y detone en el aire. La SAGM iba a ser evaluada en julio de 2015 y, de tener éxito, pasaría a ser un programa oficial del Ejército a fines de aquel año. La espoleta no solo la detona sobre muros, sino que también puede detonar al pasar junto a coberturas tales como árboles, detonando al pasar junto al tronco. El tipo de sensor que emplea la espoleta de la SAGM para distinguir los obstáculos de otros elemenos es altamente clasificado, pero tiene una fiabilidad del 76%.

## 40 x 47

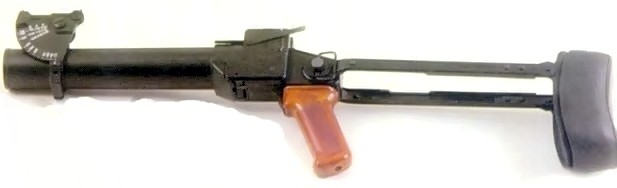
Lanzagranadas Pallad-D wz. 83.

Es una granada diseñada en Polonia y empleada en el lanzagranadas acoplado Pallad wz. 74 (utilizado en los fusiles de la serie AK del Ejército de Polonia, como el AKM/AKMS, el Tantal y el Beryl) y el lanzagranadas portátil Pallad-D wz. 83 (variante con pistolete estándar y la culata plegable del fusil de asalto AKMS). Su estructura es similar a la de las granadas 40 x 46, pero no son completamente intercambiables.
El lanzagranadas rumano AG-40 también emplea una granada con la misma designación.

## 40 x 51
Las granadas 40 x 51 de Largo Alcance y Baja Presión (ERLP) tienen un casquillo más largo, que extienden su alcance de 400 m a 800 m, siendo fabricadas por empresas tales como Rheinmetall Denel Munitions.
En 2019 Colombia desarrolló granadas de 40 x 51 alto explosivo de velocidad media para sus lanzagranadas MGL

## 40 x 53

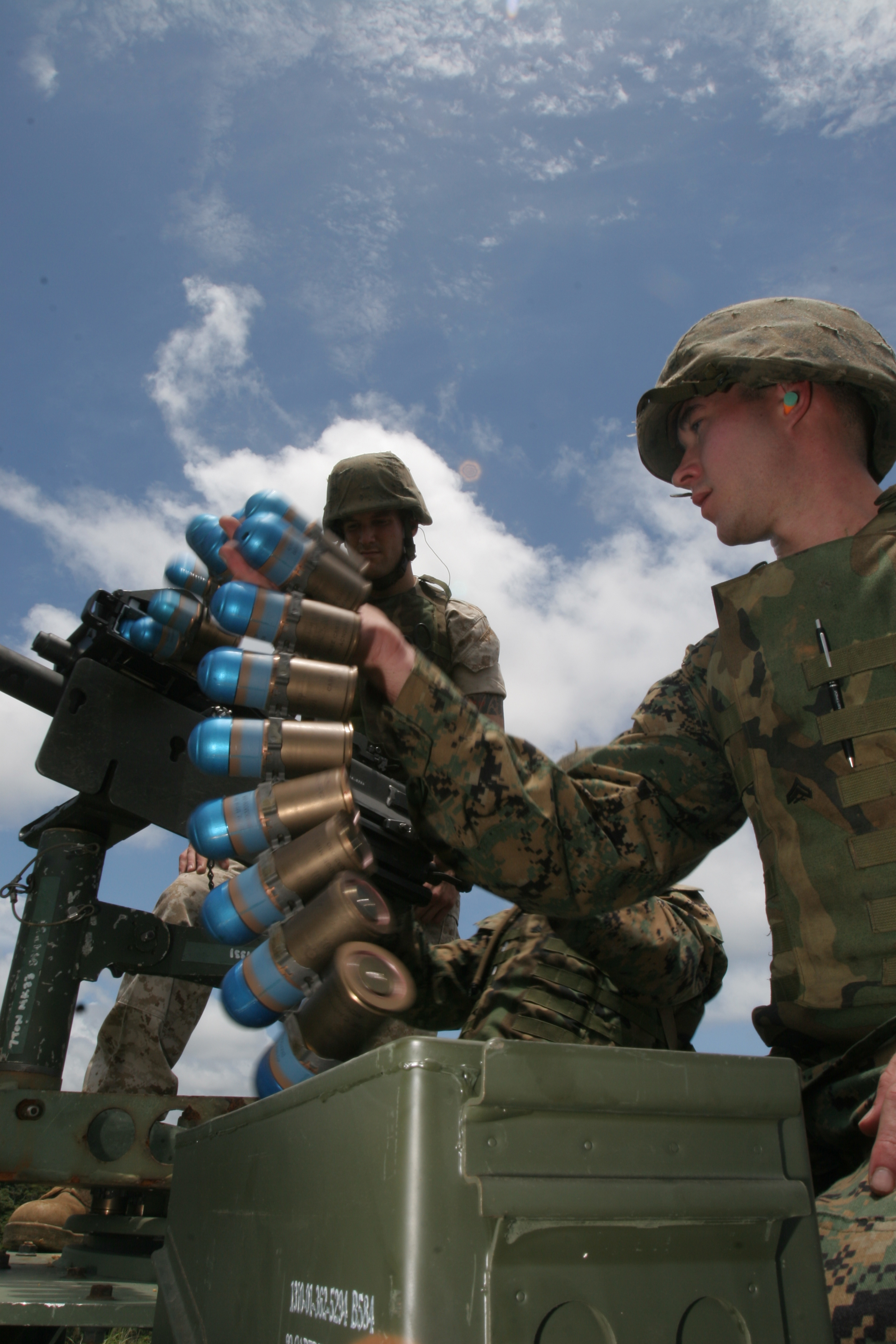
Marines cargando un lanzagranadas Mk 19 con una cinta de granadas 40 x 53.

### Mk 19 Mod 3
Las granadas estadounidenses específicamente diseñadas para el lanzagranadas automático Mk 19 incluyen:
- Alto poder explosivo (HE): M383, M384.
- Alto poder explosivo de doble propósito (HEDP): M430I.
- Bote de metralla de alta velocidad (HVCC): M1001.[9]
- Entrenamiento: M385I, M918.
- Inerte: M922/M922A1.
- Alto poder explosivo de doble propósito (HEDP): XM1176[10]

### Mk 47 Mod 0
Las granadas estadounidenses específicamente diseñadas para el lanzagranadas Mk 47 Striker incluyen:
- MK285, Prefragmentada Programable de Alto Poder Explosivo/Autodestruible (PPHE/SD).

La MK285 está compuesta por una espoleta electrónica programable, una ojiva prefragmentada y la carga propulsora. La espoleta es programada a través del control de disparo del arma. Se activa mecánicamente a unos 23 m del blanco.
La granada es programada para estallar sobre el blanco y la espoleta cuenta regresivamente el tiempo programado mediante sus circuitos. Si se dispara una granada sin programar, esta detonará al impacto.
La granada tiene incorporado un mecanismo de autodestrucción y puede ser disparada por cualquier lanzagranadas automático.

## 40 x 56
Es la granada estándar adoptada por el Ejército de Japón para su lanzagranadas automático Howa Tipo 96. Es una granada de carga hueca antipersonal y antiblindaje producida por Daikin.

## 40 x 74,5
Desarrollada para el lanzagranadas automático AGA-40 Md. 85.

## Otras
Otras armas que emplean granadas de 40 mm son el lanzagranadas Corner Shot 40, el lanzagranadas acoplado sobre riel Defcom LLC XL201A1, el Milkor MGL, el lanzagranadas múltiple PGL65-40 "Fourkiller Tactical Model" de Penn Arms, el HK AG36, el HK AG-HK416, el lanzagranadas automático HK GMG y el HK69A1. También están el CIS 40 AGL y el 40LWAGL de la empresa singapurense ST Kinetics. El lanzagranadas automático Daewoo K4 está en servicio con las Fuerzas Armadas surcoreanas.
Los lanzagranadas acoplados soviéticos GP-25 Kostyor y GP-30 Obuvka, los rusos GP-34, BG-15 Mukha y el RG-6 emplean una singular granada de 40 mm. Esta granada no tiene casquillo, conteniendo su carga propulsora dentro del cuerpo de la granada. Las granadas soviéticas de 40 mm VOG-25 no son intercambiables con las granadas estadounidenses 40 x 46 y 40 x 53.
La Unión Soviética también desarrolló un lanzagranadas silenciado de 30 mm, el BS-1 Tishina, que empleaba un cargador de cartuchos de fogueo para detonar la carga propulsora de la granada sin casquillo HEDP de 30 mm.
El Sistema de Armas de 40 mm de Metal Storm tiene cuatro cañones con dieciséis granadas de 40 mm (apiladas), siendo diseñado para montarse a bordo de un vehículo terrestre no tripulado. Se están llevando a cabo pruebas para determinar si puede montarse a bordo de vehículos aéreos no tripulados.

## Lanzagranadas multimuniciones
Como uno de los primeros lanzagranadas acoplados en ser producido en serie, el M203 tenía un importante problema: no podía ser cargado con granadas de alta potencia o especializadas, como la 40 x 51 de Milkor o la 40 x 53, a causa de su cañón con cierre deslizante. Los fabricantes que trabajaban en reemplazos para el M203 tuvieron que pensar en nuevas ideas para que esto sea posible en los nuevos lanzagranadas. Esto dio origen a dos innovadores diseños, como el M320 de apertura lateral y el Mk13 Mod0 EGLM del FN SCAR. El EGLM se abre como el M203, pero el cañón también puede pivotarse a la derecha o a la izquierda, permitiendo que los tiradores diestros y zurdos puedan recargarlo rápidamente con cualquier granada. El lanzagranadas HK AG36 tiene una disposición similar, donde el cañón pivota para que la recámara quede delante del tirador.

## Munición verde
La MK281 es un nuevo tipo de granada de 40 mm de entrenamiento, que ha sido aceptada en servicio por el Cuerpo de Marines de los Estados Unidos y el Ejército de Estados Unidos. Es "verde" porque es no tóxica y no produce fallos (al ser una granada de entrenamiento), por lo que no quedan granadas sin detonar en el polígono de tiro y los metales pesados de la espoleta no se filtran en el suelo. La MK281 fue introducida en partes de las Fuerzas Armadas estadounidenses por una orden ejecutiva que les indicaba comprar munición verde. La MK281 es fabricada por una subsidiaria estadounidense de Rheinmetall.